# Acanthemblemaria harpeza
Acanthemblemaria harpeza es una especie de pez del género Acanthemblemaria, familia Chaenopsidae. Fue descrita científicamente por Williams en 2002.
Se distribuye por el Atlántico Centro-Occidental: isla de Navaza. Es una especie demersal que puede alcanzar los 5 metros de profundidad.
Está clasificada como una especie marina inofensiva para el ser humano.